# بهمن (فیلم ۱۳۹۳)
بهمن فیلمی به کارگردانی مرتضی فرشباف، نویسندگی مرتضی فرشباف و نسیم مرعشی و تهیه‌کنندگی جواد نوروزبیگی ساخته سال ۱۳۹۳ است.
این فیلم در تاریخ ۴ دی ۱۳۹۴ در سینماهای ایران اکران شده‌است.

## داستان فیلم
این فیلم داستان زنی به نام هما، از مجرب‌ترین پرستاران بیمارستان است که پیشنهاد شب‌کاری ده‌روزه‌ای را می‌پذیرد. هما دچار بی‌خوابی می‌شود و نحوهٔ رویارویی او با کار خود و خانواده چنان می‌شود که در آستانهٔ فروپاشی قرار می‌گیرد.

## جوایز و نامزدی‌ها
| قسمت                     | نامزد           | نتیجه    |
| ------------------------ | --------------- | -------- |
| بهترین بازیگر نقش اول زن | فاطمه معتمدآریا | نامزدشده |
| بهترین جلوه‌های ویژه بصری | جواد مطوری      | نامزدشده |